# Pierre-André Lablaude
Pierre-André Lablaude, né le 15 juillet 1947 à Versailles, ville où il est mort le 26 juillet 2018,, est un architecte en chef des monuments historiques et un inspecteur général des monuments historiques français.
À partir de 1990, il est responsable du parc de Versailles et des bâtiments qui s'y rattachent.

## Biographie
Fils d'un architecte des monuments historiques en poste à Versailles, Pierre-André Lablaude pense d'abord, très jeune, devenir égyptologue ou commissaire-priseur. Il suit finalement les traces de son père et obtient ses diplômes d'architecte DPLG et du Centre d'études supérieures d'histoire et de conservation des monuments anciens (aujourd'hui École de Chaillot). En 1981, il est lauréat du concours des architectes en chef. Il est enfin nommé inspecteur général des monuments historiques.
Sa carrière l'amène à intervenir sur des ensembles historiques classés et/ou inscrits majeurs. Il reste en particulier de nombreuses années en poste au mont Saint-Michel où il réalise la restauration de l'abbaye. Parmi les opérations qu'il y conduit, la restauration spectaculaire de la flèche en 1987, avec construction d'une plate-forme à 157 mètres d'altitude et héliportage de la statue de l'archange saint Michel de Frémiet (4,15 mètres de haut, 1,15 tonne) est abondamment suivie par les médias. Sur la cathédrale de Rouen, il effectue les travaux de nettoyage et de restauration de la façade occidentale. Il sera également chargé de la restauration des clochetons sur la tour-lanterne, à la suite de la chute d'un d'entre eux sur le chœur.
Particularité rare dans le monde du patrimoine, Pierre-André Lablaude se spécialise dans la conservation et la restauration des jardins et paysages anciens. Le 2 février 1990, il est nommé architecte en chef au domaine national de Versailles, responsable du parc et des bâtiments qui s'y rattachent, notamment l'Orangerie et le Petit Trianon. À partir de cette date, il mène l'ensemble des restaurations et replantations du parc « dans leurs différentes composantes végétales, hydrauliques, décoratives ou bâties, et sur la base d'états historiques de références clairement identifiés et documentés ».
Pierre-André Lablaude assure d'autre part des missions d'expertise à l'étranger pour le compte de l'UNESCO et du ministère des Affaires étrangères.

## Publications
Les jardins de Versailles, Paris, 1995, ed. Scala, 191 p. (réédition Éd. Scala, 1998, préface Jean-Pierre Babelon, 207 p.)
dir. Le bassin de Latone, renaissance d'un chef-d'œuvre des jardins, Artlys ; Versailles, Château de Versailles, DL 2015, 82 p.

## Décorations
- Commandeur de l'ordre des Arts et des Lettres Il est promu au grade de commandeur le 9 juillet 2013[7].